# Crucificação com dois anjos (Uccello)
Crucificação com Dois Anjos é uma pintura de têmpera e ouro sobre painel de Paolo Uccello, executada c. 1423. Agora em uma coleção particular.